# Grünburger Hütte
Die Grünburger Hütte ist eine Schutzhütte der Sektion Grünburg des ÖAV. Sie wurde 1927 erbaut und am 13. November 1927 eröffnet. 1928 und 1931, bzw. 1980–1982 und 1996 wurde sie erweitert.

## Lage
Die Hütte liegt in den Oberösterreichischen Voralpen im Gemeindegebiet von Steinbach an der Steyr. Sie befindet sich auf einer Höhe von 1080 m ü. A. am Brettmais westlich des Hochbuchbergs. Die Grünburger Hütte ist an das öffentliche Kanal- und Stromnetz angeschlossen und über eine nicht öffentliche Forststraße mit dem Auto erreichbar.

## Aufstieg
- Aus dem Steyrtal
  - Haunoldmühle, Rodatal, Startpunkt Seebacher: Gehzeit: 1 Stunde 15 Minuten
  - Dorngraben
- Aus dem Ennstal
  - Trattenbach

## Touren von der Grünburgerhütte
- Hochbuchberg, 1273 m, Gehzeit: ½ Stunde
- Gaisberg, 1262 m, Gehzeit: 1 Stunde
- Kruckenbrettl, 1020 m, Gehzeit: 1¼ Stunden
- Schoberstein, Gehzeit: 1¾ Stunden

Die Grünburger Hütte liegt an mehreren Österreichischen Weitwanderwegen:
- Voralpenweg 04 von Wien nach Salzburg
- Salzburger Mariazellerweg 06 von Salzburg nach Mariazell
- Salzsteigweg 09 vom Sternstein nach Arnoldstein